# USA:s herrlandslag i handboll
USA:s herrlandslag i handboll (engelska: United States national handball team) representerar USA i handboll på herrsidan. 
De var direktkvalificerade till olympiska spelen på hemmaplan 1984 och 1996. Efter några år av svaga prestationer överförde USA:s olympiska kommitté den 14 februari 2006 kontrollen över laget från United States Team Handball Federation till USA Team Handball.

## Världsmästerskap
USA har deltagit i sju världsmästerskap senast vid VM 2023 då laget vann en match i gruppspelet mot Marocko 28–27. USA:s förbundskapten 2023 var svensken Robert Hedin. USA hade aldrig lyckats vinna en match i handbolls-VM fram till matchen mot Marocko. USA tvingades lämna återbud till VM 2021 efter ett coronautbrott i truppen.
- Världsmästerskapet: 1964, 1970, 1974, 1993, 1995, 2001, 2023

Bästa placering är 16:e plats i världsmästerskapet men det var också sämsta placeringen av 16 deltagande lag. USA kom också på 16:e plats 1964, 1970, 1974 och 1993. 1995 kom laget på plats 21 i ett VM på Island med 24 deltagande lag. Laget förlorade alla sin 5 matcher i gruppspelet. 2001 förlorade USA åter alla matcherna och placerades som 24:a av 24 lag. 2023 kom USA på plats 20 av 32 deltagande lag och vann sin första match i en VM-turnering vilket nog måste räknas som deras bästa insats i VM.

## Olympiska spel
USA deltog i Olympiska spelen 1936, 1972, 1976, 1984, 1988 och 1996.
USA var ett av sex lag som deltog i handbollsturneringen vid OS i Berlin 1936. USA kom sist i turneringen efter att ha förlorat mot Rumänien i match om femte plats. 1972 kvalificerade USA sig till OS 1972 i München genom att vinna det amerikanska kvalet. Vid OS förlorade man alla sina matcher och placerades som nr 16 av 16 deltagande länder. 1976 deltog USA också handbollsturneringen i Montreal. I USA grupp drog sig Tunisien ur turneringen efter två matcher och USA fick spela match om nionde plats som de förlorade mot Japan. 1984 spelade man gruppen oavgjort mot Sydkorea och fick möta Japan i match om nionde plats som man vann med 24–16. 1996 vann USA mot Kuwait i gruppspelet och sedan även matck om nionde plats mot Algeriet. USA lyckades kvala in till en OS-turneringen 1988 och kom då på 12:e plats av 12 deltagande nationer.